# Artacama challengeriae
Artacama challengeriae är en ringmaskart som beskrevs av McIntosh 1885. Artacama challengeriae ingår i släktet Artacama och familjen Terebellidae. Inga underarter finns listade i Catalogue of Life.